# Chiesa di Santa Margherita (Santa Margherita del Gruagno)
La chiesa di Santa Margherita Vergine e Martire è la parrocchiale di Santa Margherita del Gruagno, frazione di Moruzzo, in provincia e arcidiocesi di Udine; fa parte della forania del Friuli Collinare.

## Storia
La prima chiesa di Santa Margherita del Gruagno, dedicata a Santa Sabida, santa, peraltro, mai esistita, venne realizzata presumibilmente attorno all'VIII secolo. Intorno all'anno 1000 questa cappelletta venne inglobata nella nuova chiesa, più grande, che, nel 1048 viene definita pieve.
Si sa che il campanile venne restaurato nel 1510 e, nel 1534, fu ricostruita la sacrestia. 
Nel 1774 iniziò la costruzione della nuova pieve, quella attuale, completata nel 1778.
Nel 1872 fu edificato il campanile, dopo la demolizione di quello vecchio, attaccato alla chiesa.
Nel 1954 venne rifatta la facciata in stile neoromanico.